# Kotzenbøl
Kotzenbøl, Kotsenbøl (dansk), Kotzenbüll (tysk) eller Kotzenbel (nordfrisisk) er en landsby og kommune i det nordlige Tyskland under Kreis Nordfriesland i den tyske delstat Slesvig-Holsten. Byen er beliggende få kilometer nordvest for Tønning på halvøen Ejdersted. Byen skrives også Kotsenbøl på dansk. Byens nordfrisiske navn er Kotzenbel.
Kommunen samarbejder på administrativt plan med andre kommuner i Ejdersted kommunefællesskab (Amt Eiderstedt). I den danske tid hørte landsbyen under Kotzenbøl Sogn (Tønning Herred).